# 大夢帰離
『大夢帰離』（だいむきり、原題：大梦归离、英題：Fangs of Fortune）は、2024年に動画配信サービスiQIYIにて放送された中国のテレビドラマ。

## あらすじ
贞元年、白沢令は人間界と妖界を掌る白沢神女の身亡き後、行方不明となった。白沢令がなくなったことで、妖獣が人間界で多くの悪事を働いた。百妖の首領である「朱厭」は人形に化け、趙遠舟（ホウ・ミンハオ）と名乗り投降した。彼は「捕妖司」の設立を提案し、文潇（チェン・ドゥーリン）、卓翼宸（ティエン・ジアルン）、裴思婧（チェン・シャオ）、白玖（リン・ズーイエ）と共に、妖を捉えるチームを結成する。そして、『山海経』に記載されている妖獣を次々と捕らえ、天下を平定する。

## 登場人物

### 主要人物
| 俳優                         | キャラクター | 紹介                                                                                                 |
| ---------------------------- | ------------ | --- |
| 侯明昊（ホウ・ミンハオ）     | 趙遠舟       | 朱厭が人形に化けた姿。捕妖司の妖を捕らえるチームの一員。名前は趙婉兒の亡き兄の名を取って用いられた。 |
| 侯明昊（ホウ・ミンハオ）     | 朱厭         | 極悪な妖で、至高の妖力を持つ。前任の白沢神女に名を贈られ、趙遠舟とされた。                           |
| 陈都灵（チェン・ドゥーリン） | 文潇         | 新任の白沢神女で、捕妖司の妖を捕らえるチームの一員。少し体が弱いが、妖族の研究に長けている。         |
| 田嘉瑞（ティエン・ジアルン） | 卓翼宸       | 捕妖司の統領で、捜査と剣術に精通している。文潇の幼なじみ。                                           |
| 程潇（チェン・シャオ）       | 裴思婧       | 崇武営の元の妖を狩る者で、弓術に長けている。捕妖司の妖を捕らえるチームの一員。                       |

### その他
| 俳優                                      | キャラクター   | 紹介 |
| ----------------------------------------- | -------------- | --- |
| 林子烨（リン・ズーイエ） 子供時代：龚珏睿 | 白玖           | 13歳の神童の医師で、医術に精通している。捕妖司の妖を捕らえるチームの一員。                                                             |
| 徐振轩                                    | 英磊           | 山神英招の孫で、料理が好きで、料理人になることを夢見ている。捕妖司の妖を捕らえるチームの一員。                                         |
| 闫桉                                      | 离仑           | 千年槐妖で、趙遠舟とかつて親友だった。二人は共に大荒を守ることを誓った。                                                               |
| 赖伟明                                    | 裴思恒         | 裴思婧の弟で、幼い頃から病弱だった。                                                                                                   |
| 劉歡                                      | 溫宗瑜         | 白玖の師匠で、表面的には妙手仁心の名医だが、実際は崇武営の軍師であり、崇武営を操り秘密裏に妖化人間の実験を行っている。                 |
| 艾米                                      | 青耕           | 蜚に免疫があるため、第二代神女により霊犀山荘に封印された。                                                                             |
| 左叶                                      |                | 災獣であり、人間界への侵入を許されておらず、そのため初代神女を傷つけた。                                                               |
| 辛凯丽                                    | 傲因           | 離侖の部下で、自由に誰の姿でも変えることができる。                                                                                     |
| 欧米德                                    | 甄枚           | 崇武営の指揮官。 |
| 季晨                                      | 范瑛           | 捕妖司の領事、文瀟の義父。 |
| 奚梦瑶                                    | 趙婉児         | 文潇の師匠、前任白沢神女。 |
| 易梦玲                                    | 白沢神女       | 人間界と妖界を掌る女神で、事故により亡くなった。                                                                                       |
| 张淼怡                                    | 訛獣           | その姿はウサギのようで、言葉が現実と矛盾している。                                                                                     |
| 王倾                                      | 白顔           | 白玖の母親、白帝少昊と建木神樹の後裔、真の姿は樹木。                                                                                   |
| 林小宅                                    | 竜魚公主       | かつて龍玉と名乗り、孟玄と名乗る温宗瑜と恋に落ち、龍魚族の秘宝鳳珠を彼に贈った。                                                       |
| 谭煜桥                                    | 燭陰           | 山神燭龍。 |
| 戚蓝尹                                    | 芷梅           | 天香楼の花魁。離侖に憑りつかれた一人。                                                                                                 |
| 马文忠                                    | 英招           | 英磊の祖父。 |
| 刘恩佑                                    | 司徒鳴         | 捕妖司の副指揮官で、卓翼宸が赵远舟を殺すのを止めた。                                                                                   |
| 陆忠                                      | 斉老爷         | 齊小姐の父。 |
| 龙斌                                      | 斉管家         | 斉府の執事。 |
| 贺镪                                      | 陸吾           | 山神で、元は鍾山に駐屯していたが、英招が亡くなったことを知り、英磊を助けるためにやって来た。                                           |
| 王乐夫                                    | 呉言           | |
| 靳骁                                      | 思苗           | |
| 马子洛                                    | 侍衛長         | |
| 陈梦希                                    | 溫夫人         | 温宗瑜の妻で、かつて玄蜂に刺されたことがあり、後に夫が龍魚姫の鱗片を持ってきて助けたため癒されたが、後に龍魚姫のコロン香で毒殺された。 |
| 吕瑶                                      | 天香閣迎客妈妈 | |
| 裴佳欣                                    | 小槐精         | |
| 刘瀚阳                                    | 崇武営首領     | |
| 徐文聪                                    | 典蔵官         | |
| 李明磊                                    | 王公子         | |

### 特别出演
| 俳優     | キャラクター | 紹介                                                                                     |
| -------- | ------------ | ---------------------------------------------------------------------------------------- |
| 彭小苒   | 斉小姐       | 冉遺を愛していたが、後に離侖に取り憑かれて術が反噬し死亡した。                           |
| 丞磊     | 乘黄         | 世間で執念の強い者を探し、人形の体を作って魂を宿し、術をかけられた者に永遠の命を与える。 |
| 古力娜扎 | 初代神女     | 白沢の力は二つに分かれ、乗黄と共に大荒を守る。                                           |
| 汪铎     | 卓翼轩       | 卓翼宸の亡き兄。                                                                         |
| 王以纶   | 冉遺         | 水妖で、夢を操る能力を持つ。斉小姐を愛していたが、後に自ら内丹を廃して命を絶った。       |